# Districtul Brčko

Hartă

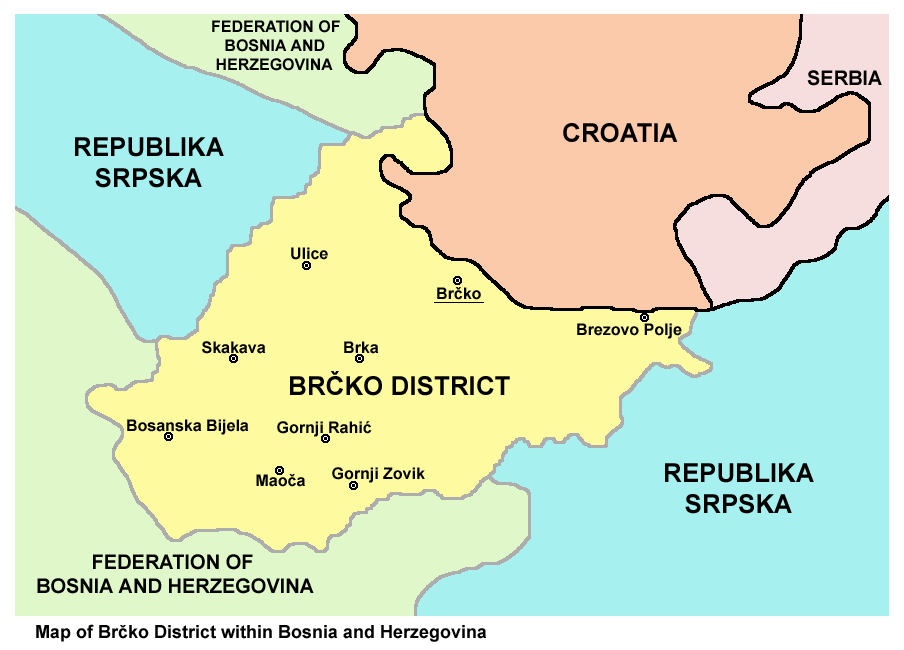
Harta districtului

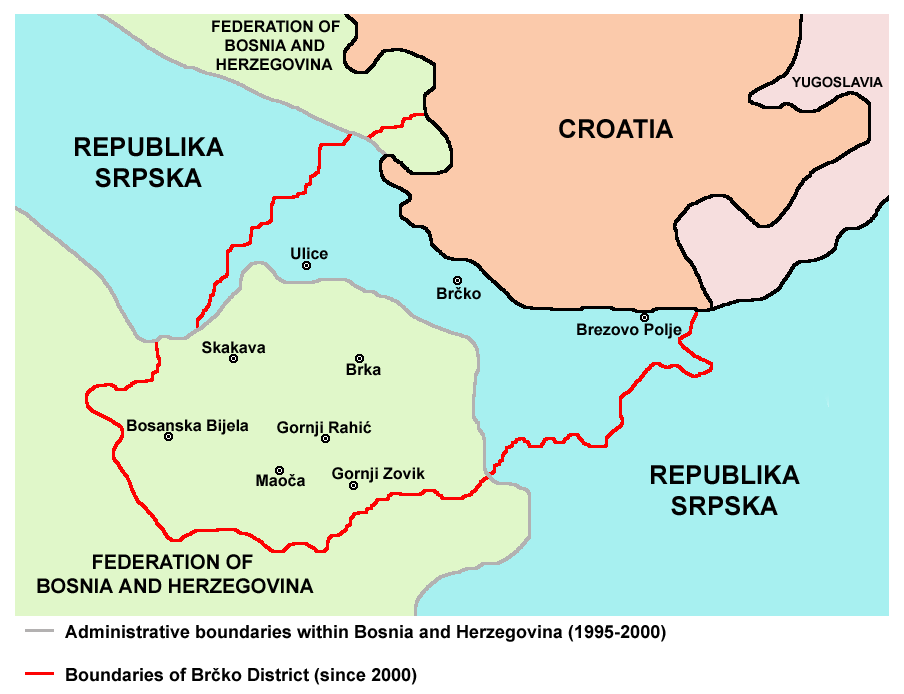
Liniile de delimitare de la Dayton, înainte de înființarea districtului Brčko

Districtul Brčko (pronunțat [br̩̂t͡ʃkɔː]; în bosniacă Brčko Distrikt; în croată Distrikt Brčko; în sârbă Брчко дистрикт) este o unitate administrativă autonomă și neutră în cadrul Bosniei și Herțegovinei, aflată direct sub autoritatea țării, și localizată în nordul acesteia. Formal, face parte din ambele entități federale ale țării, Republika Srpska și Federația Bosniei și Herțegovinei. Reședința districtului este orașul Brčko. Districtul are o suprafață de 208 km² cu o populație totală de aproximativ 87.332 locuitori (estimare 2007). Capitala sa este orașul Brčko, cu aproximativ 31.500 de locuitori (estimare 2007).

## Istorie
Districtul Brčko a fost înființat în urma unui proces de arbitraj efectuat de Înaltul Reprezentant al ONU pentru Bosnia și Herțegovina. Conform Acordurilor de Pace de la Dayton, acest proces putea însă să arbitreze doar porțiunea aflată în dispută de pe linia de delimitare între entități (IEBL). Districtul Brčko este format din întregul teritoriu al fostei comune urbane Brčko, dintre care 48% (inclusiv orașul propriu-zis Brčko) se afla în Republika Srpska, și 52% în Federația Bosniei și Herțegovinei. După război, UE a păstrat o misiune diplomatică de menținere a păcii în zonă.
În 2006, conform Ordinului Supervizorului Internațional, toate legile la nivel de entitate au fost abolite în districtul Brčko și IEBL. Decizia supervizorului Susan Johnson a abolit și linia de frontieră între entități. Astfel, districtul este guvernat exclusiv prin legile valabile la nivel național în Bosnia și Herțegovina (inclusiv legile moștenite de la Republica Socialistă Bosnia și Herțegovina).
Brčko a fost unicul element nefinalizat din Acordurile de Pace de la Dayton. Acordul de arbitraj s-a încheiat în martie 1999, prin acesta districtul urmând să fie administrat de primul adjunct al Înaltului Reprezentant al ONU, acesta fiind supervizor internațional ex officio pentru Brčko.
În urma ședinței Consiliului de Implementare a Păcii de la 23 mai 2012, s-a hotărât suspendarea (nu însă și încheierea) mandatului supervizorului internațional pentru Brčko. Tribunalul de Arbitraj Brčko, împreună cu supervizorul suspendat pentru Brčko, continuă să existe.
Primul supervizor internațional pentru Brčko a sosit în aprilie 1997. Până atunci, OSCE avea acolo un birou modest condus de Randolph Hampton. Pe parcursul interimatului dinainte ca districtul Brčko să fie reprezentat în urma arbitrării, s-au ținut alegeri locale și s-au distribuit ajutoare umanitare cu cooperarea USAID și ECHO. Districtul a devenit centrul mai multor programe de întărire a statului derulate de guverne străine, în special de către Statele Unite.

## Regulamentul în Federație
Districtul Brčko, deși teoretic administrat de ambele entități federate bosniace, este în practică o a treia entitate a Republicii Bosnia și Herțegovina, având aceleași drepturi ca și Republica Sârbă Bosnia și Federația Bosnia și Herțegovina.
Brčko se află sub administrarea directă a Federației, dar districtul este considerat ca teritoriu liber, adică sub administrarea ambelor entități federate, sau chiar ca teritoriu comun între acestea, sub forma de  condominiu .

## Borduri
Brčko se învecinează la sud și nord-vest cu Federația Bosnia și Herțegovina, la est și vest cu Republica Sârbă Bosnia, la nord cu Republica Croația și la nord-est cu Republica Serbia.

## Populația
1971
Populația era de 74 771 locuitori, repartizată astfel:
- Bosniacă - 30 181 (40,36%)
- Croati - 24 925 (33,33%)
- Sârbi - 1086 (1,45%)
- iugoslavs 5 %
- Altele - 870 (1,18%)

1991
Înainte de război, municipiul Brčko avea 87 332 de locuitori, inclusiv:
- Bosniacii - 45 %
- Croații - 25 %
- Sârbi - 21 %
- iugoslavs 6 %
- Altele - 3%

1997
Populația teritoriului raionului este de 33 623 locuitori, inclusiv:
- Bosniacă - 10 569 (31,39%)
- Croați - 2650 (7,81%)
- Sârbi - 18 193 (52,09%)
- iugoslavs 5 %
- Altele - 0,4%

Nu a existat un recensământ oficial din 1991, așa că unele dintre datele raportate aici sunt doar estimări.
2006
Populația raionului a fost estimată la 78 863 persoane, repartizate astfel:
- Bosniacă - 32 332 (43,95%)
- Croații - 7919 (11,50%)
- Sârbi - 38 618 (46,55%)

2013
- Bosniană - 35.381 (42,36%)
- Sârbi - 28.884 (34,58%)
- Croați - 17.252 (20,66%)

alte naționalități - 1.899 (2,28%)
recensământul din 1961

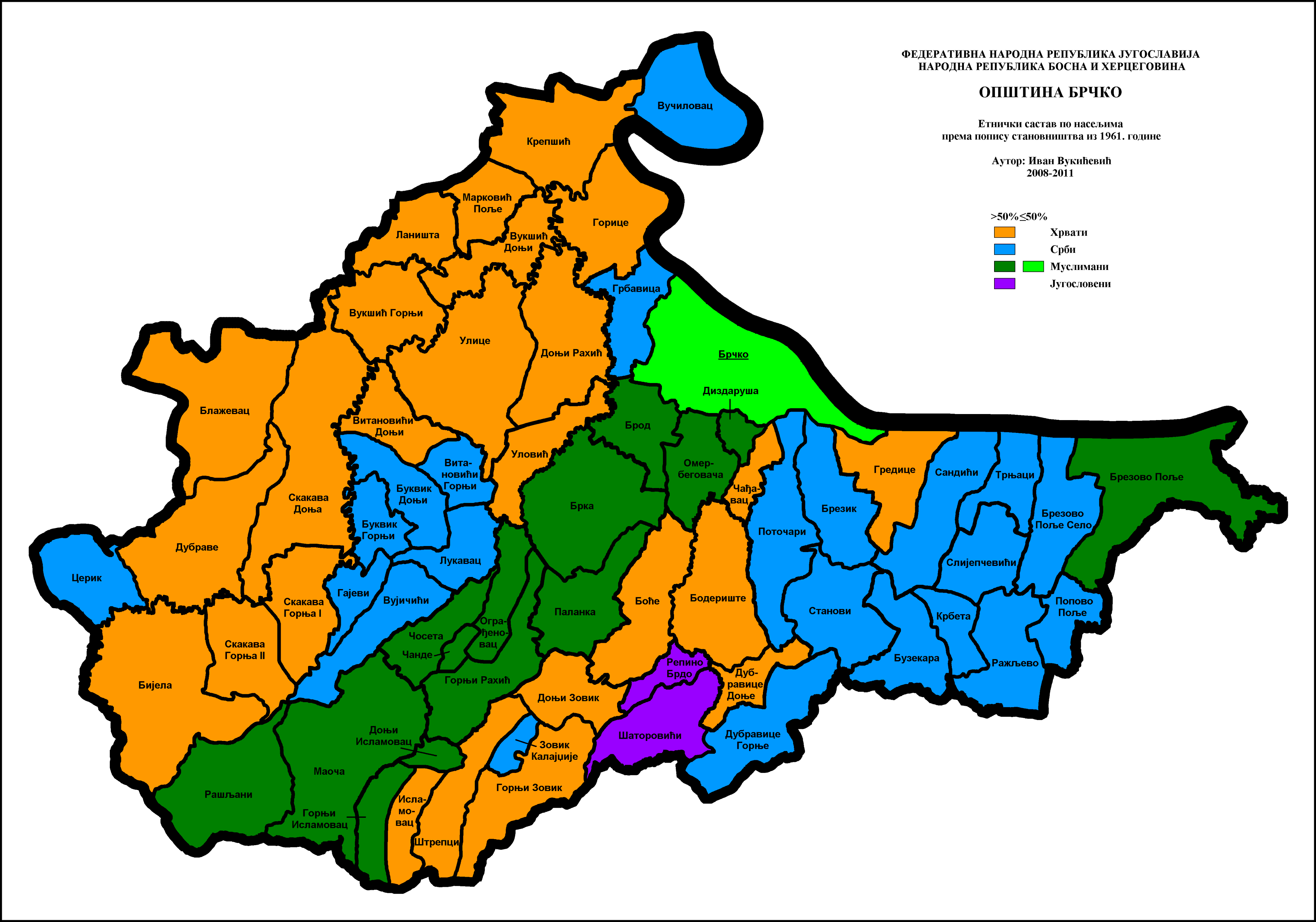
Structură etnică Brcko după așezări 1961
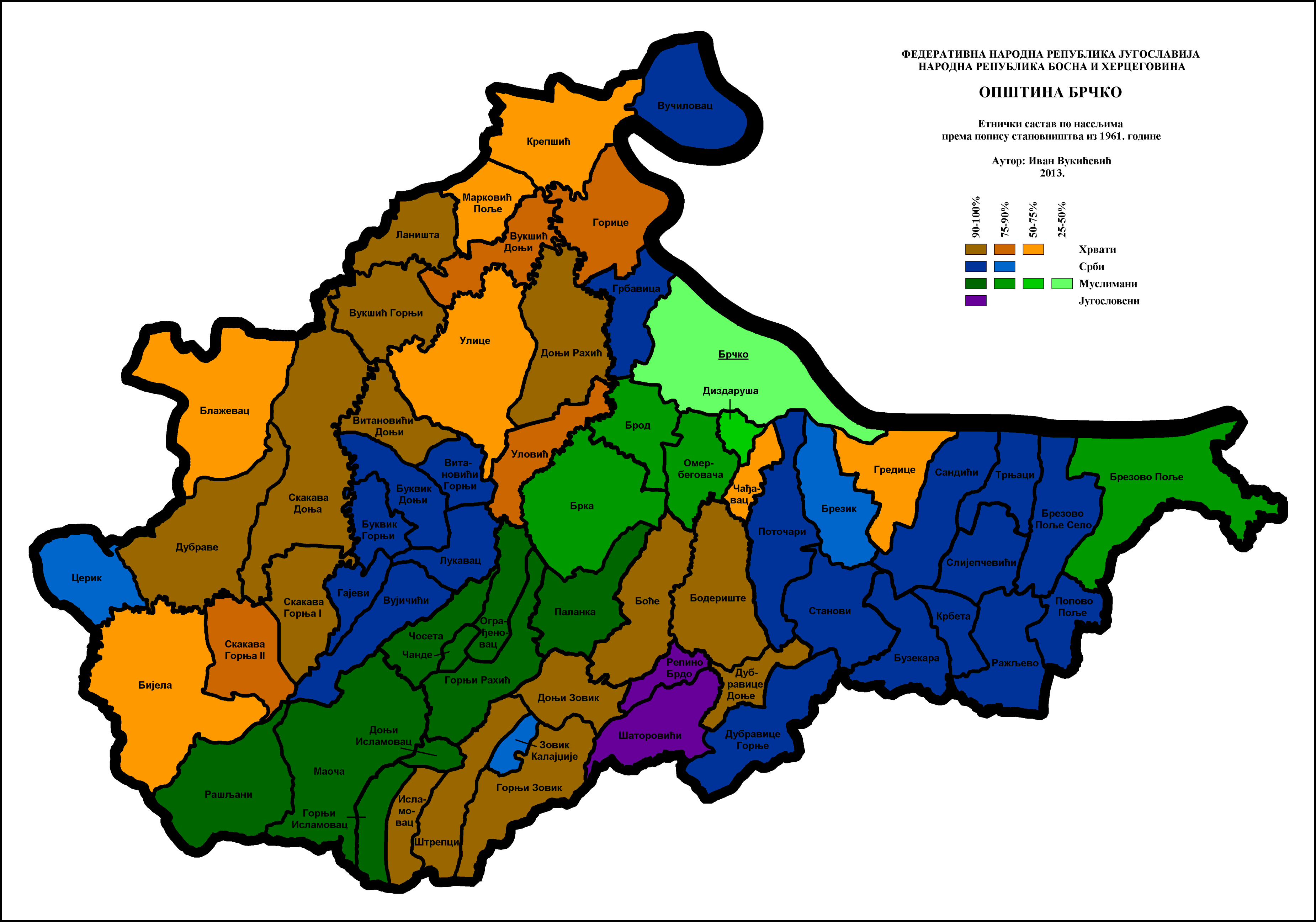
Structură etnică Brcko după așezări 1961
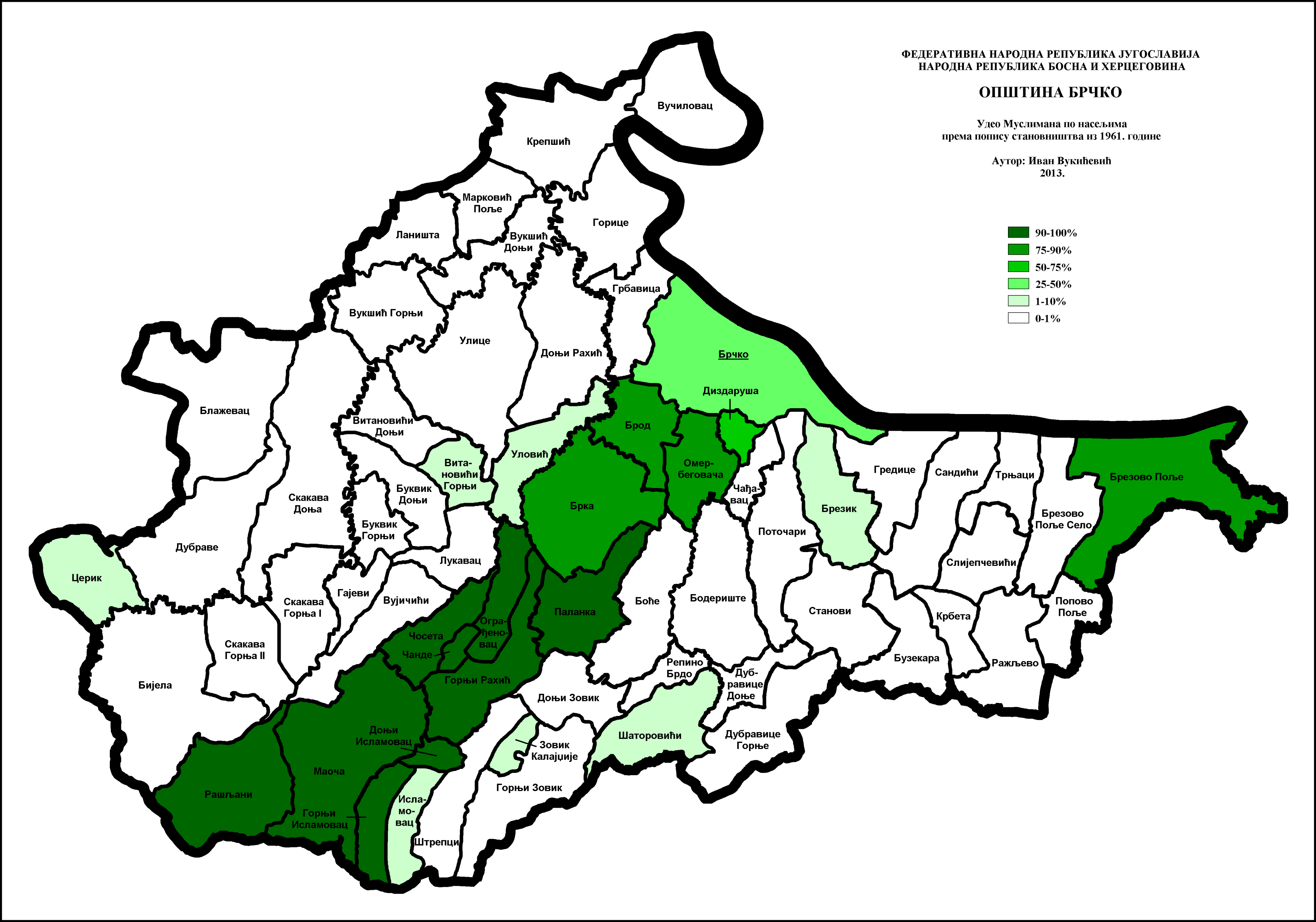
Proporția bosniacilor din Brčko după așezări 1961
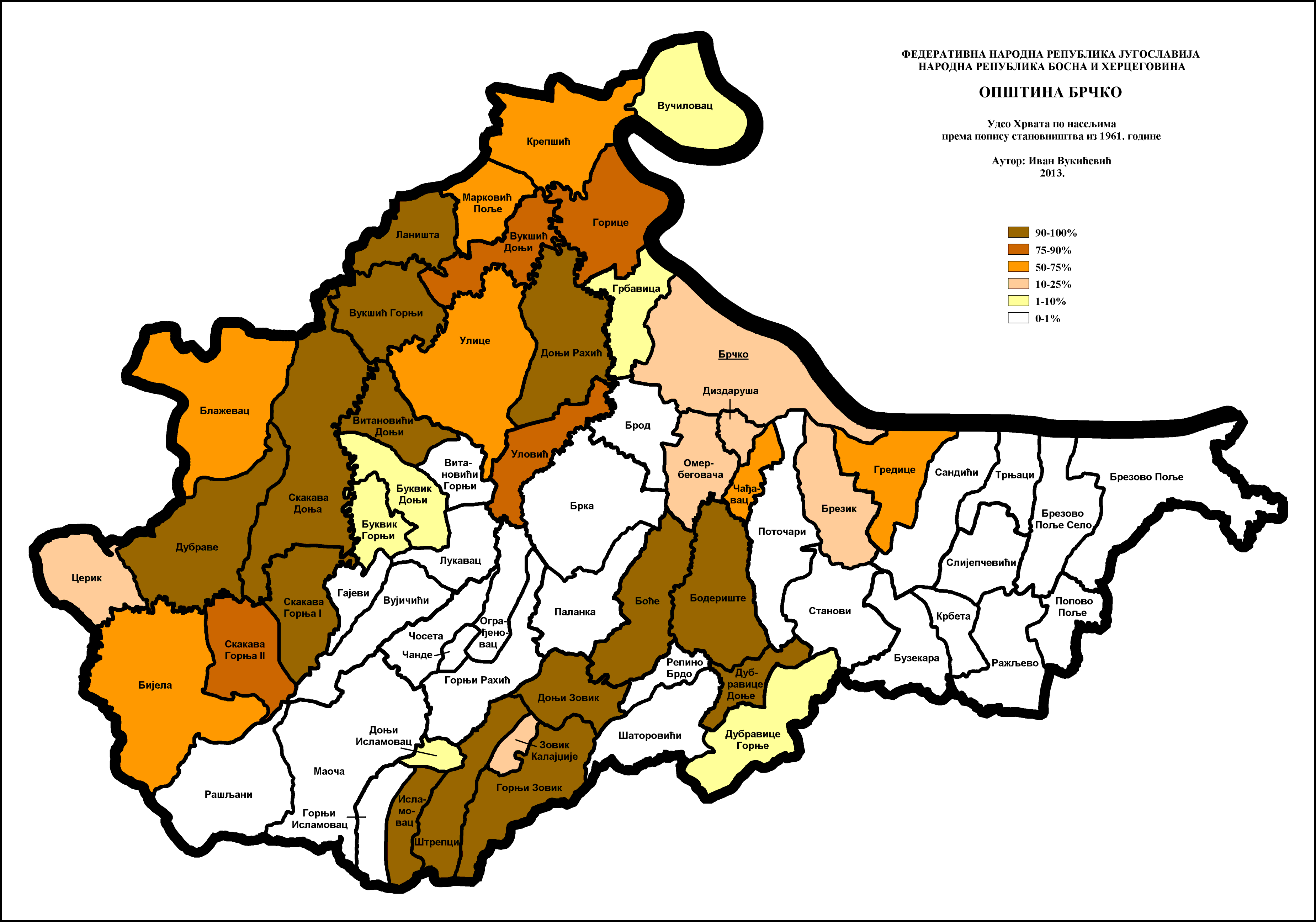
Proporția croaților din Brčko după așezări 1961
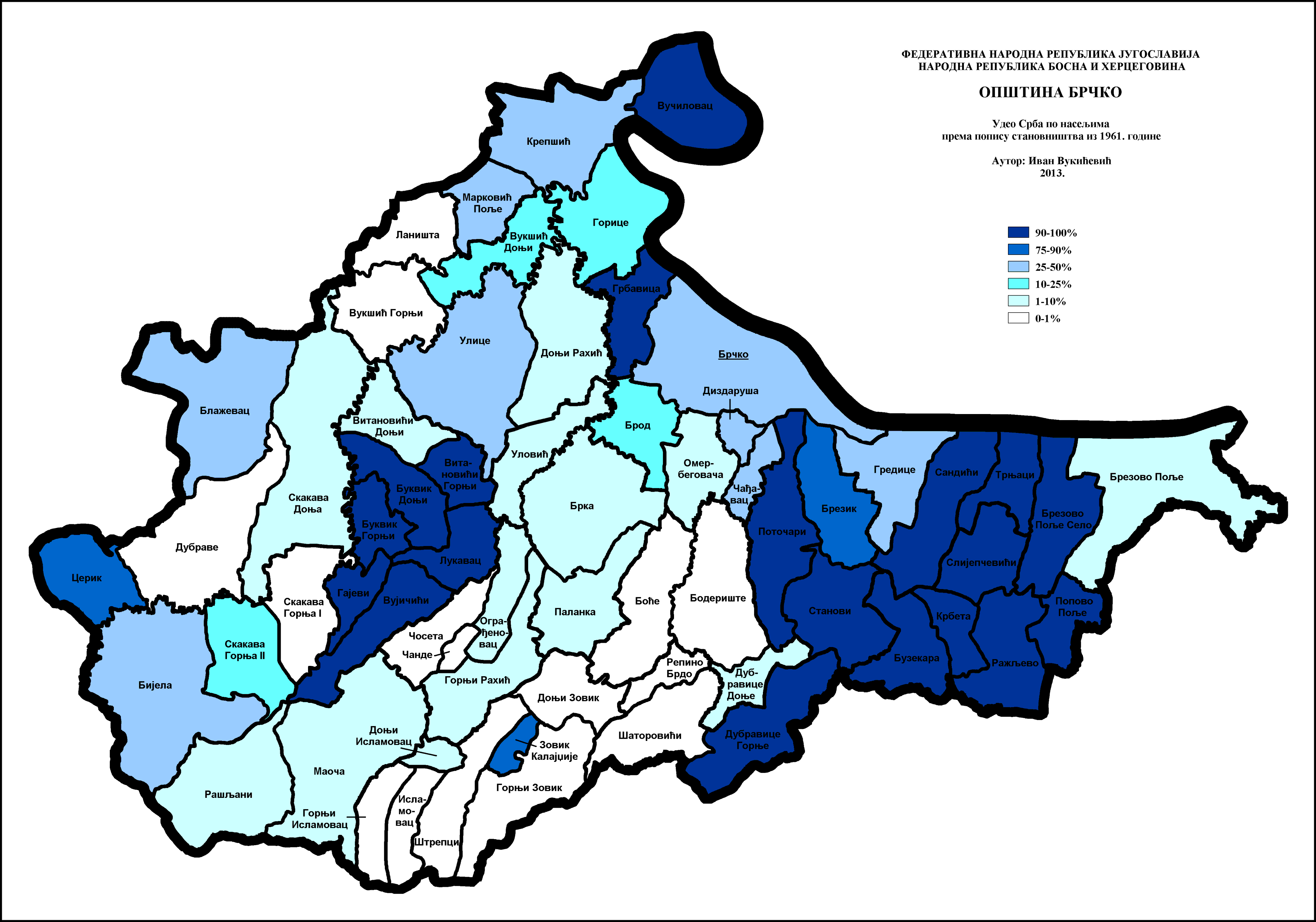
Proporția sârbilor din Brčko după așezări 1961

recensământul din 1971

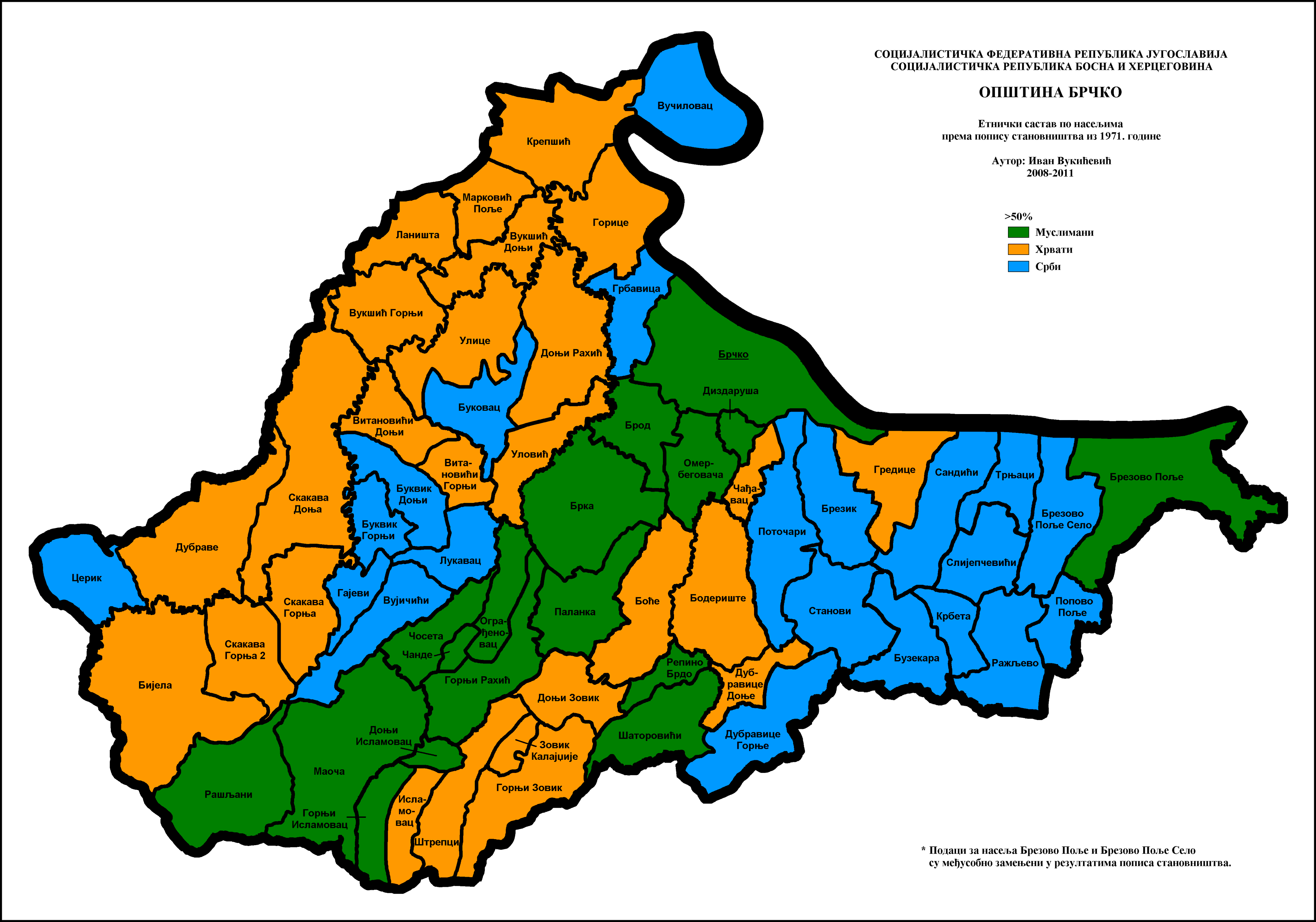
Structură etnică Brcko după așezări 1971
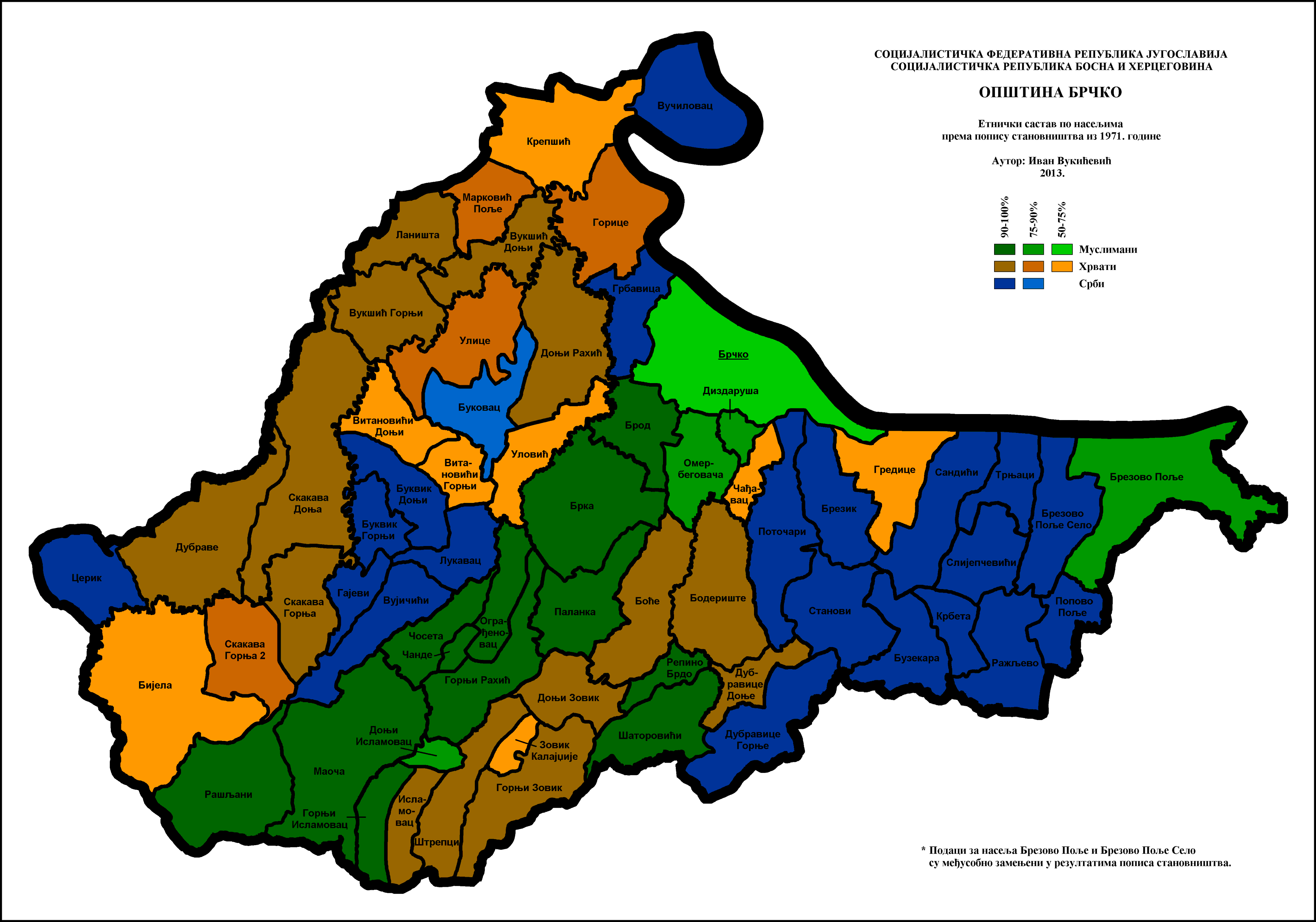
Structură etnică Brcko după așezări 1971
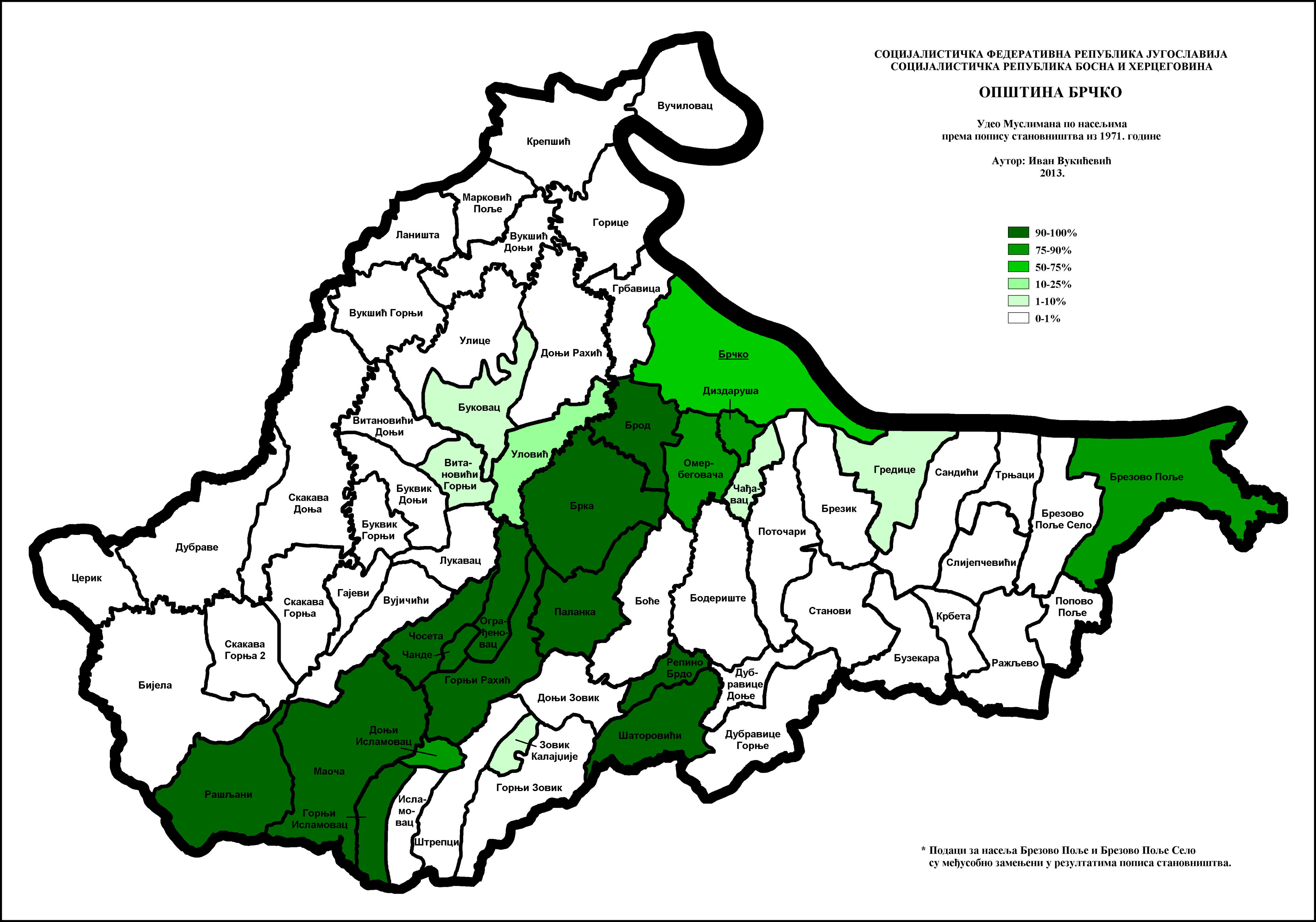
Proporția bosniacilor din Brčko după așezări 1971
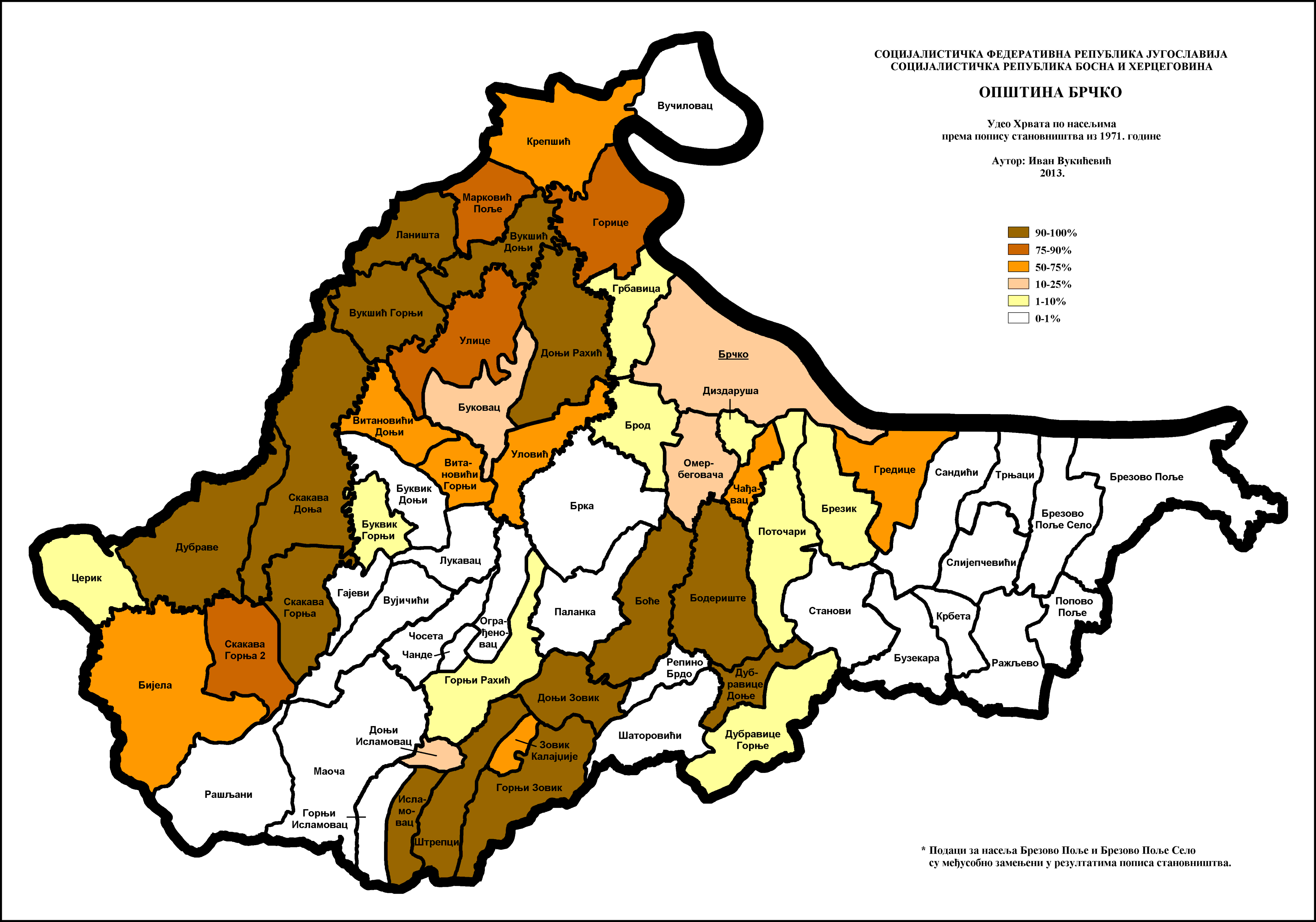
Proporția croaților din Brčko după așezări 1971
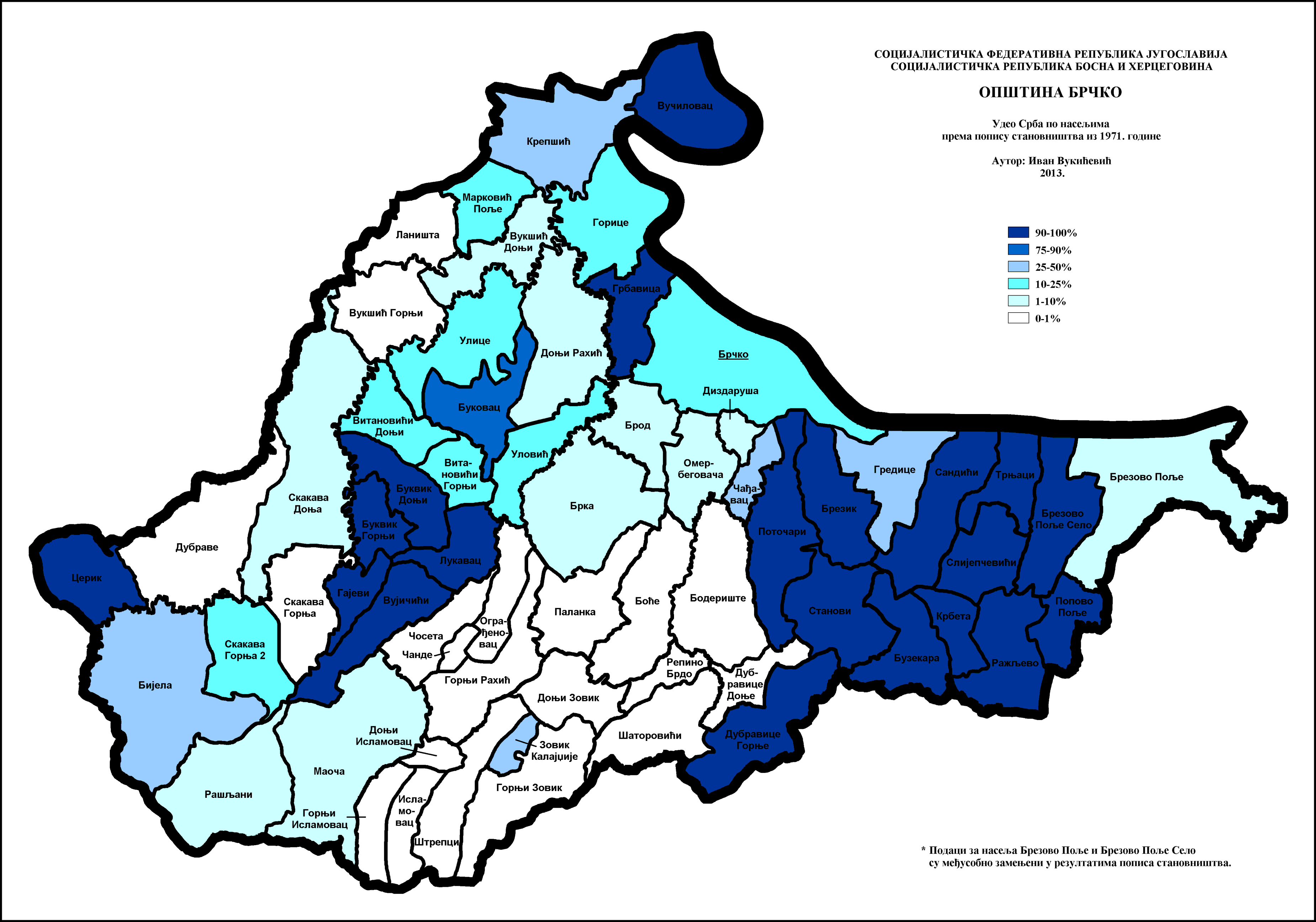
Proporția sârbilor din Brčko după așezări 1971

recensământul din 1981

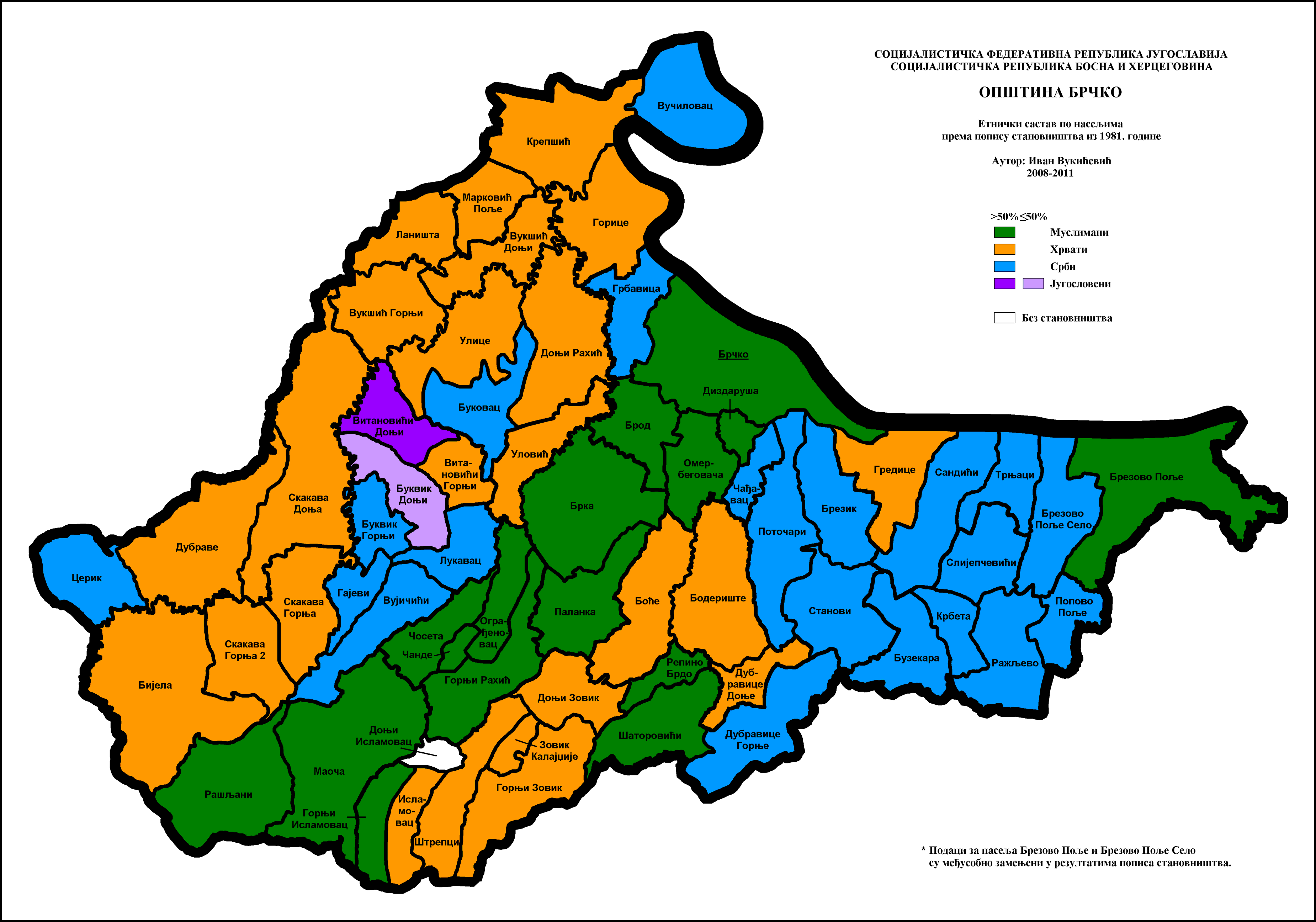
Structură etnică Brcko pe așezări 1981
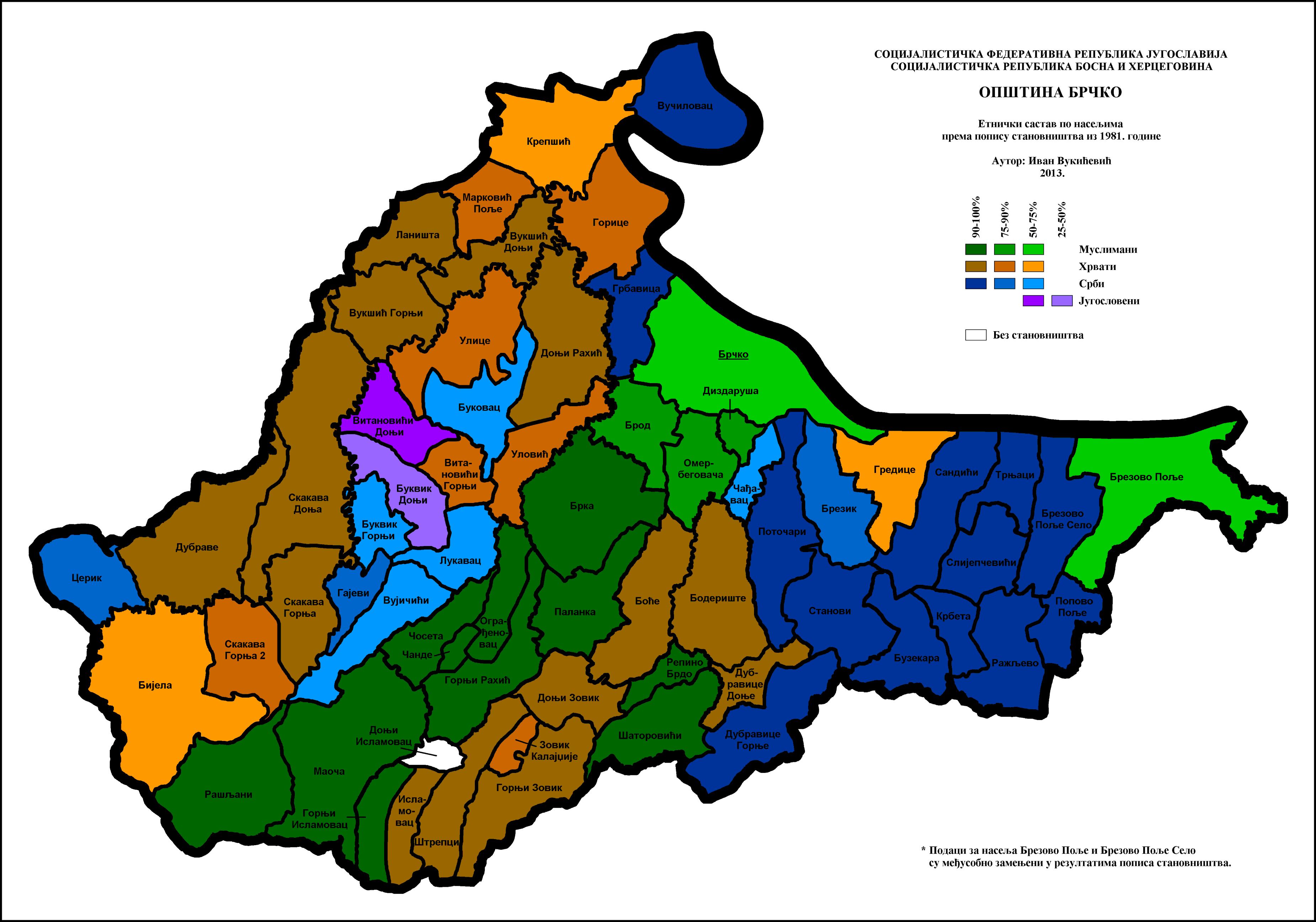
Structură etnică Brcko pe așezări 1981
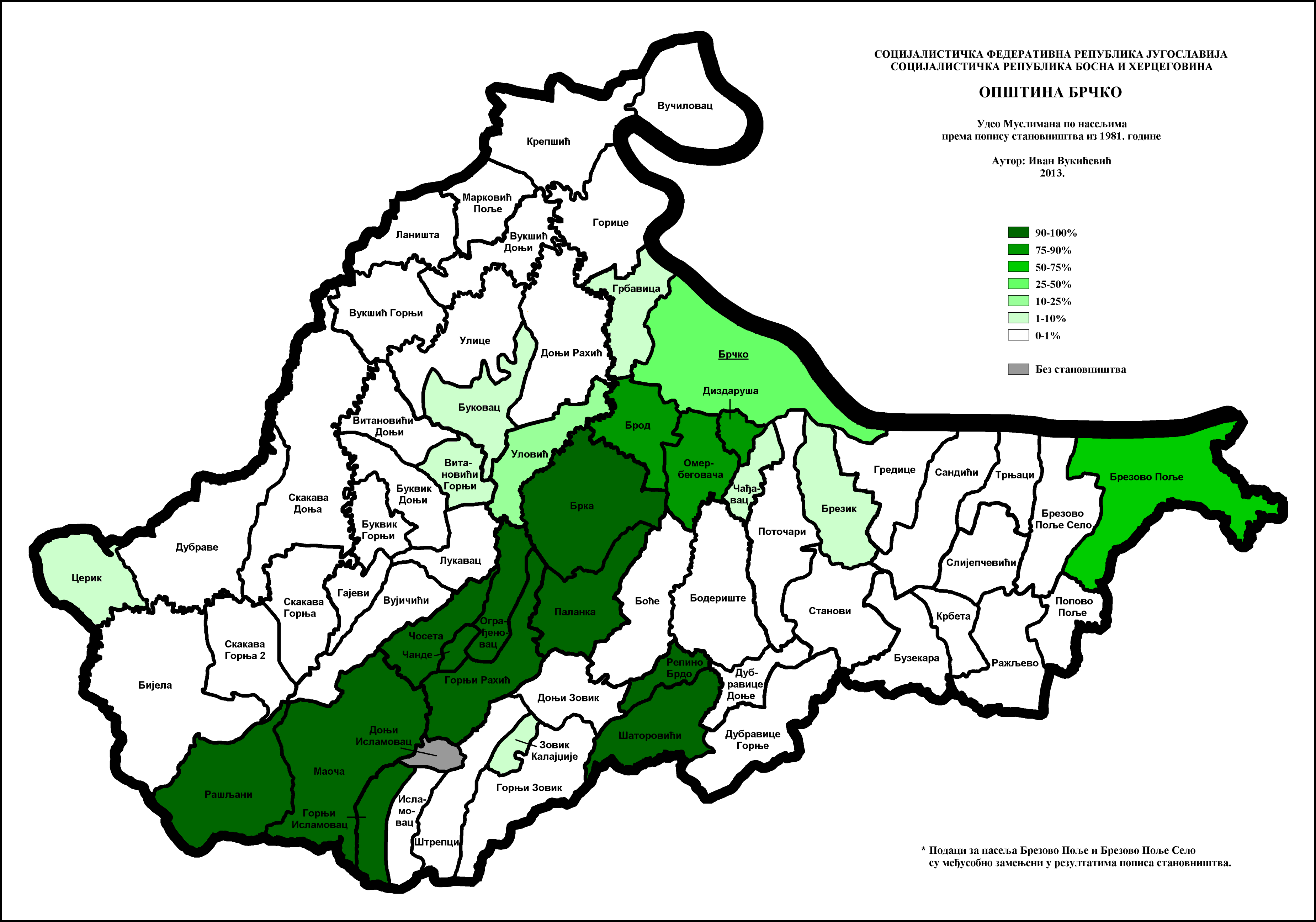
Proporția bosniacilor din Brčko după așezări 1981
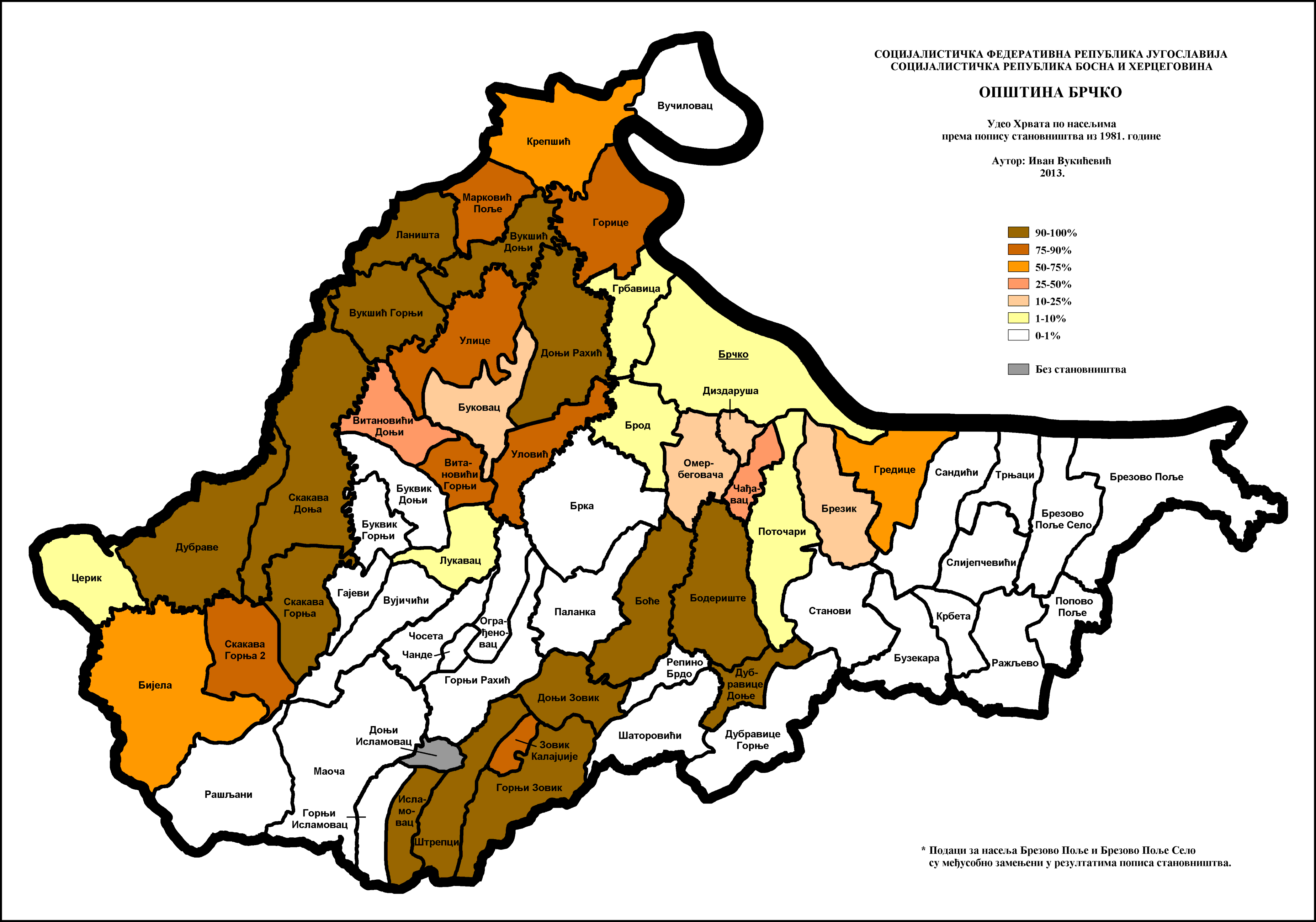
Proporția croaților din Brčko după așezări 1981
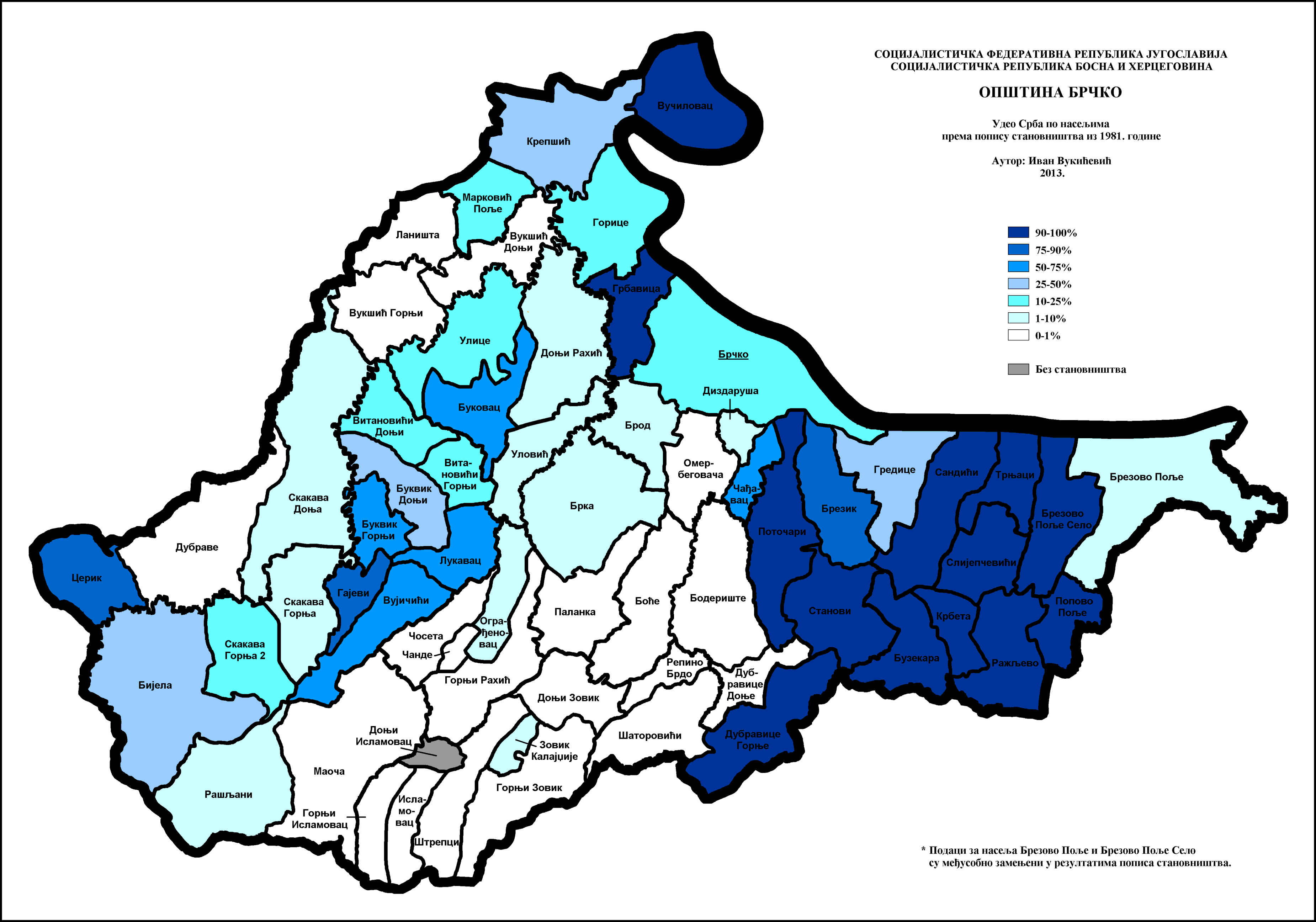
Proporția sârbilor din Brčko după așezări 1981

recensământul din 1991

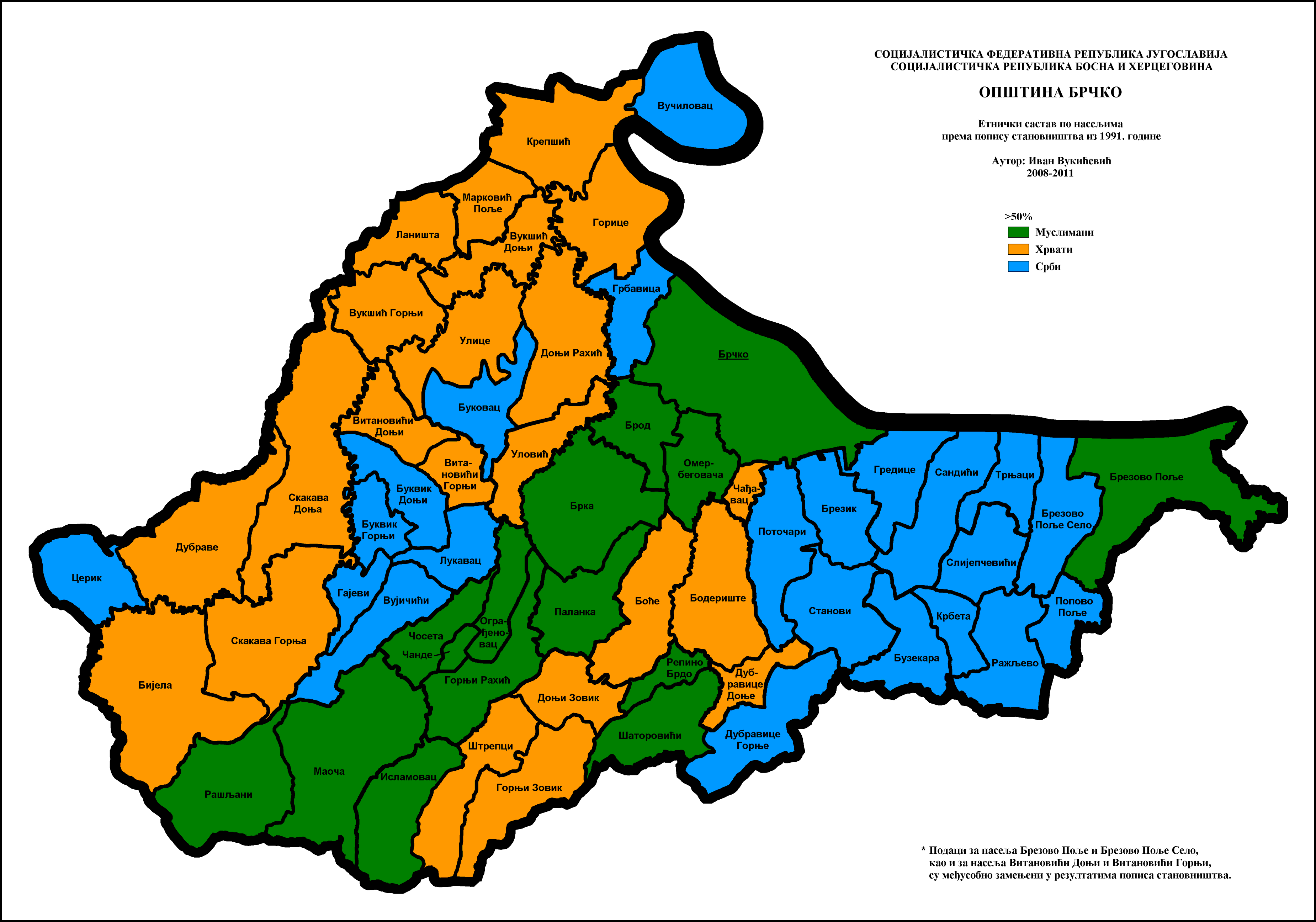
Structură etnică Brcko pe așezări 1991
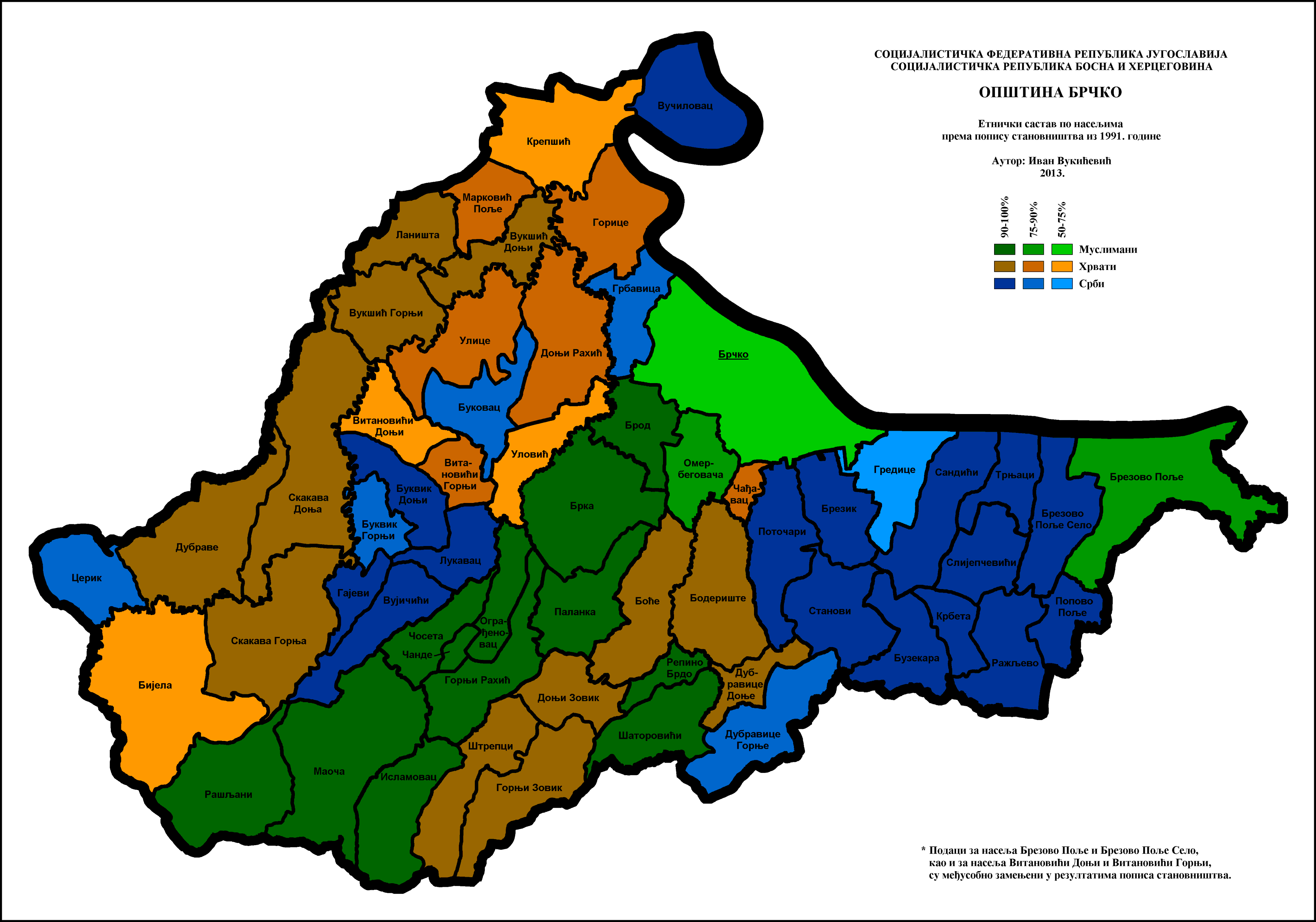
Structură etnică Brcko pe așezări 1991
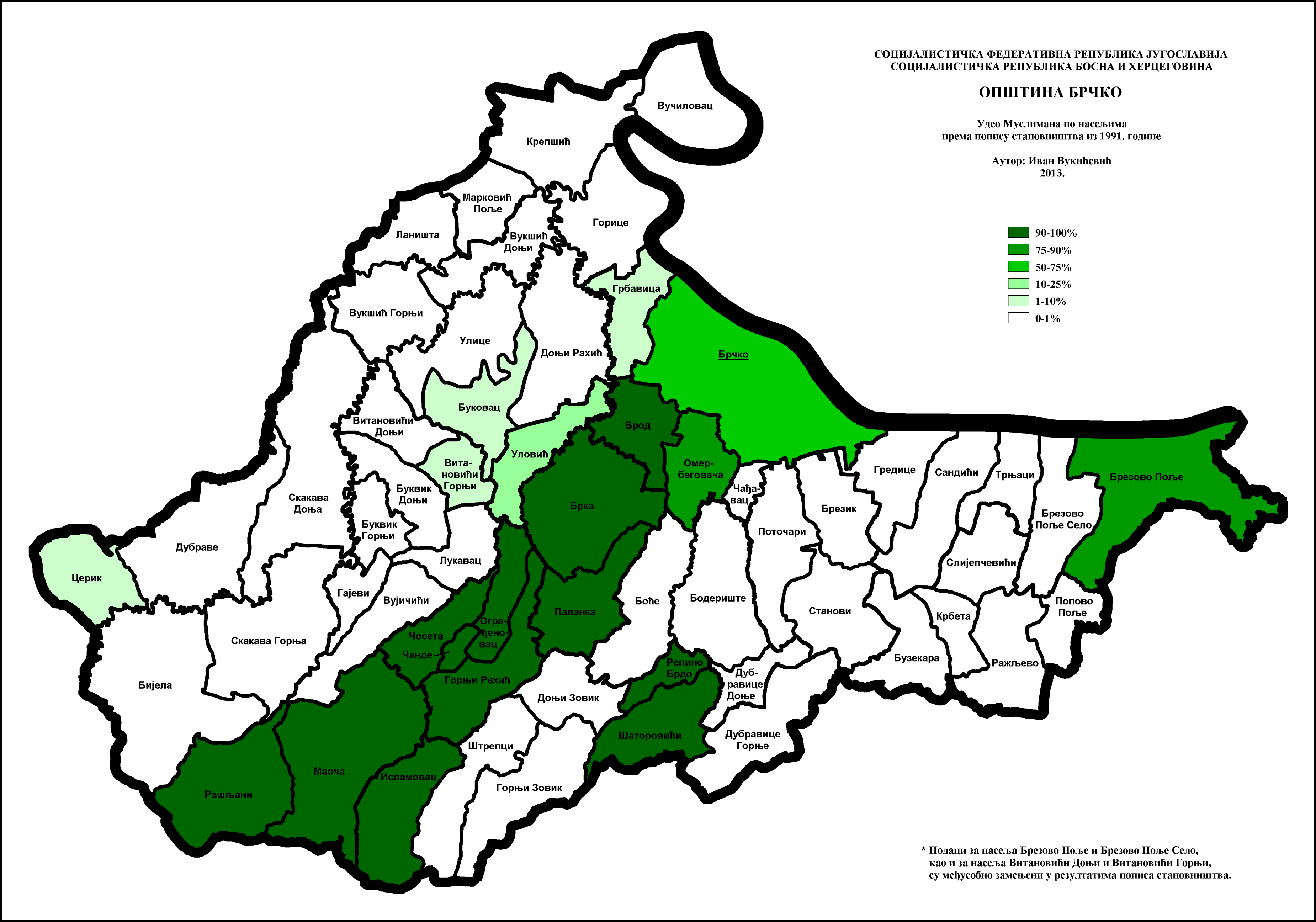
Proporția bosniacilor din Brčko după așezări 1991
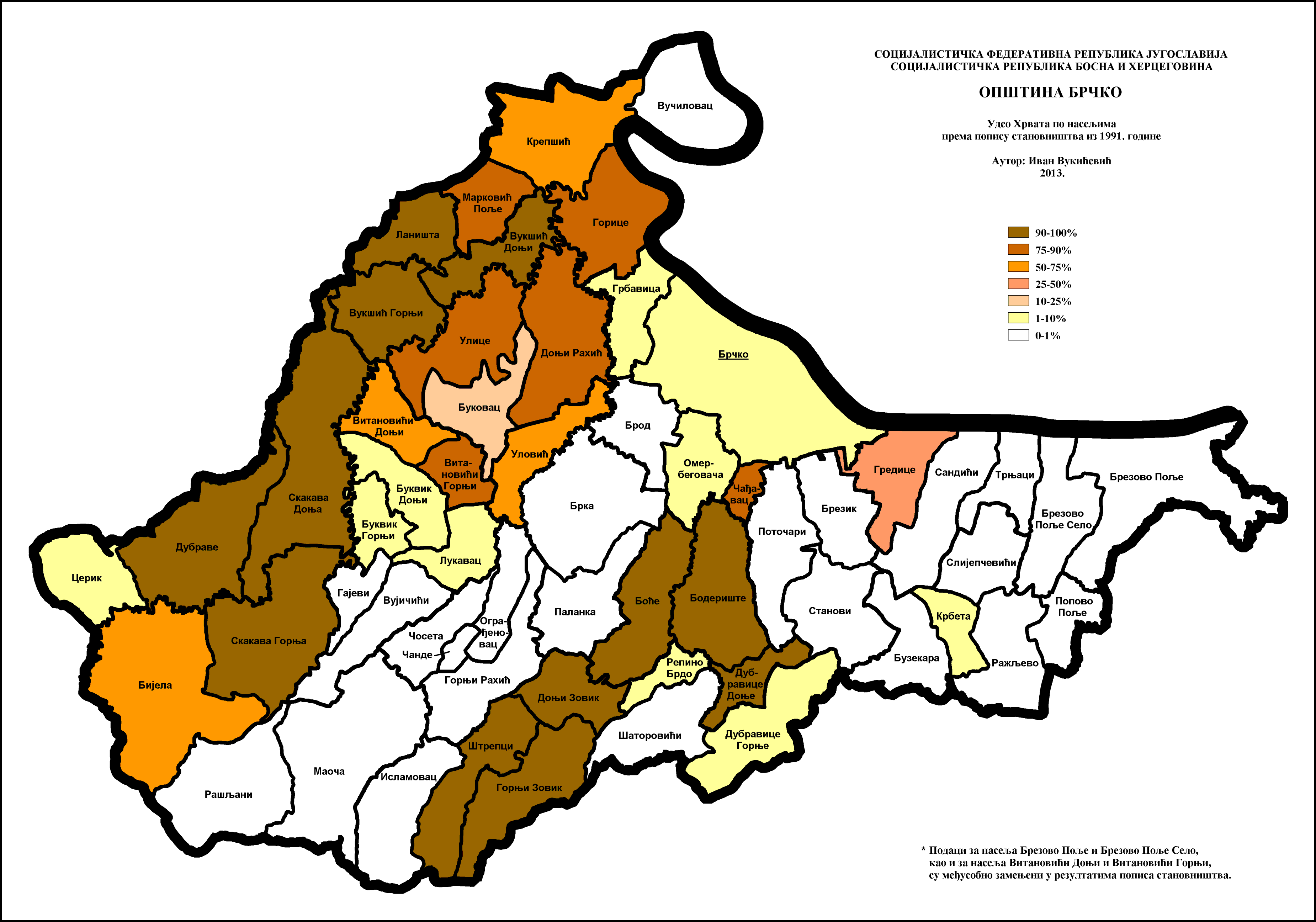
Proporția croaților din Brčko după așezări 1991
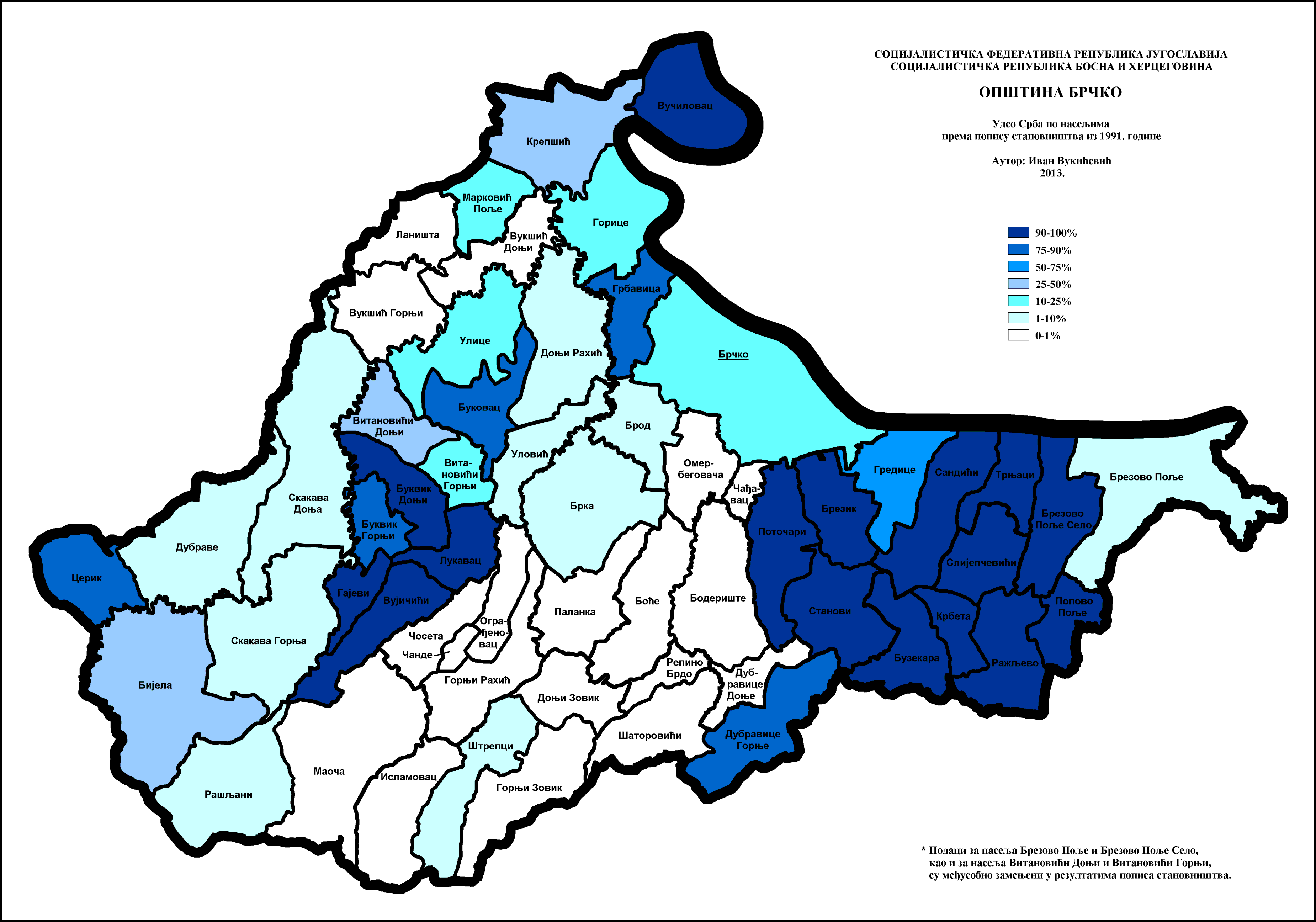
Proporția sârbilor din Brčko după așezări 1991

Recensământ 2013

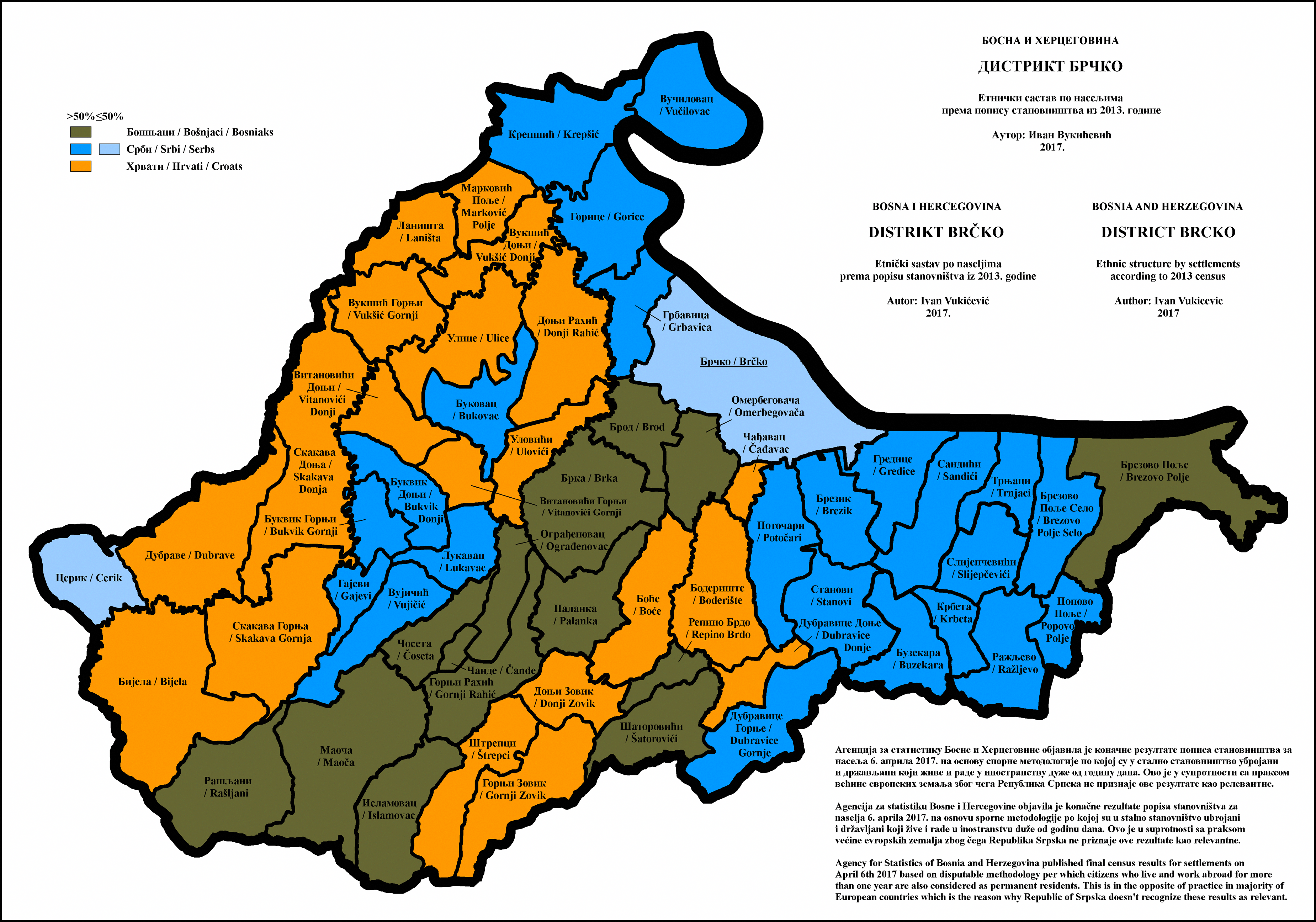
Structură etnică Brcko după așezări 2013
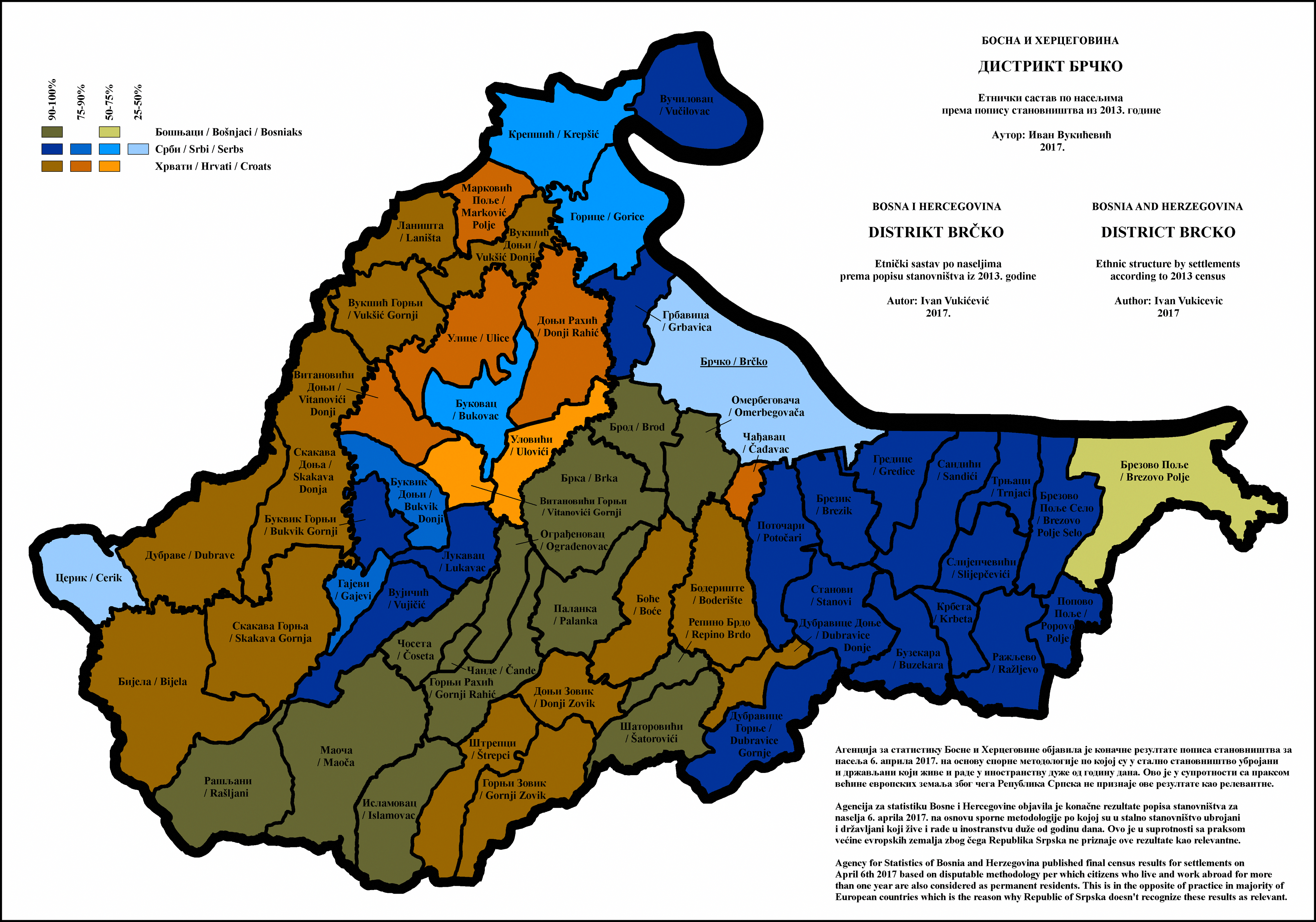
Structură etnică Brcko după așezări 2013
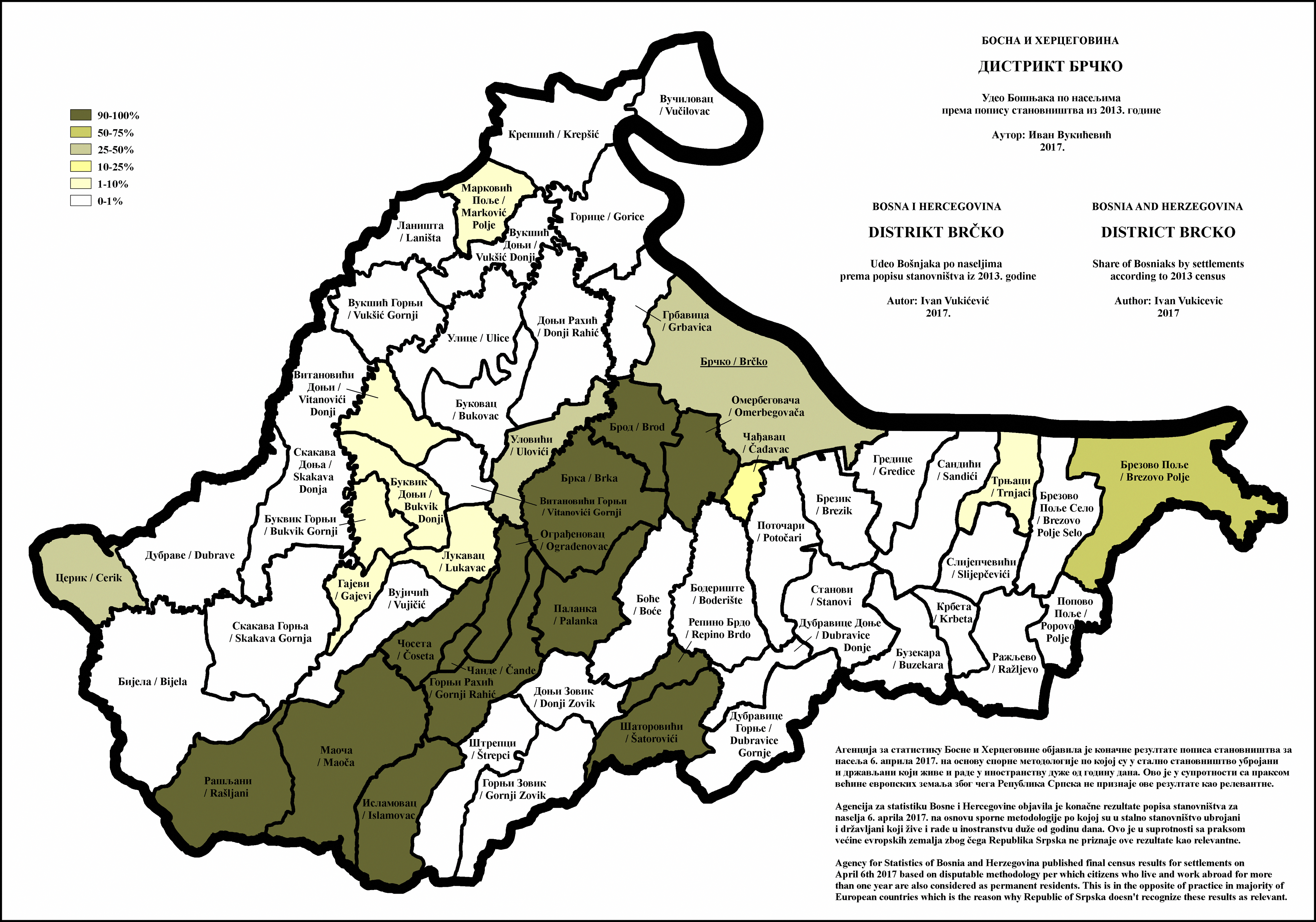
Proporția bosniacilor din Brčko după așezări 2013
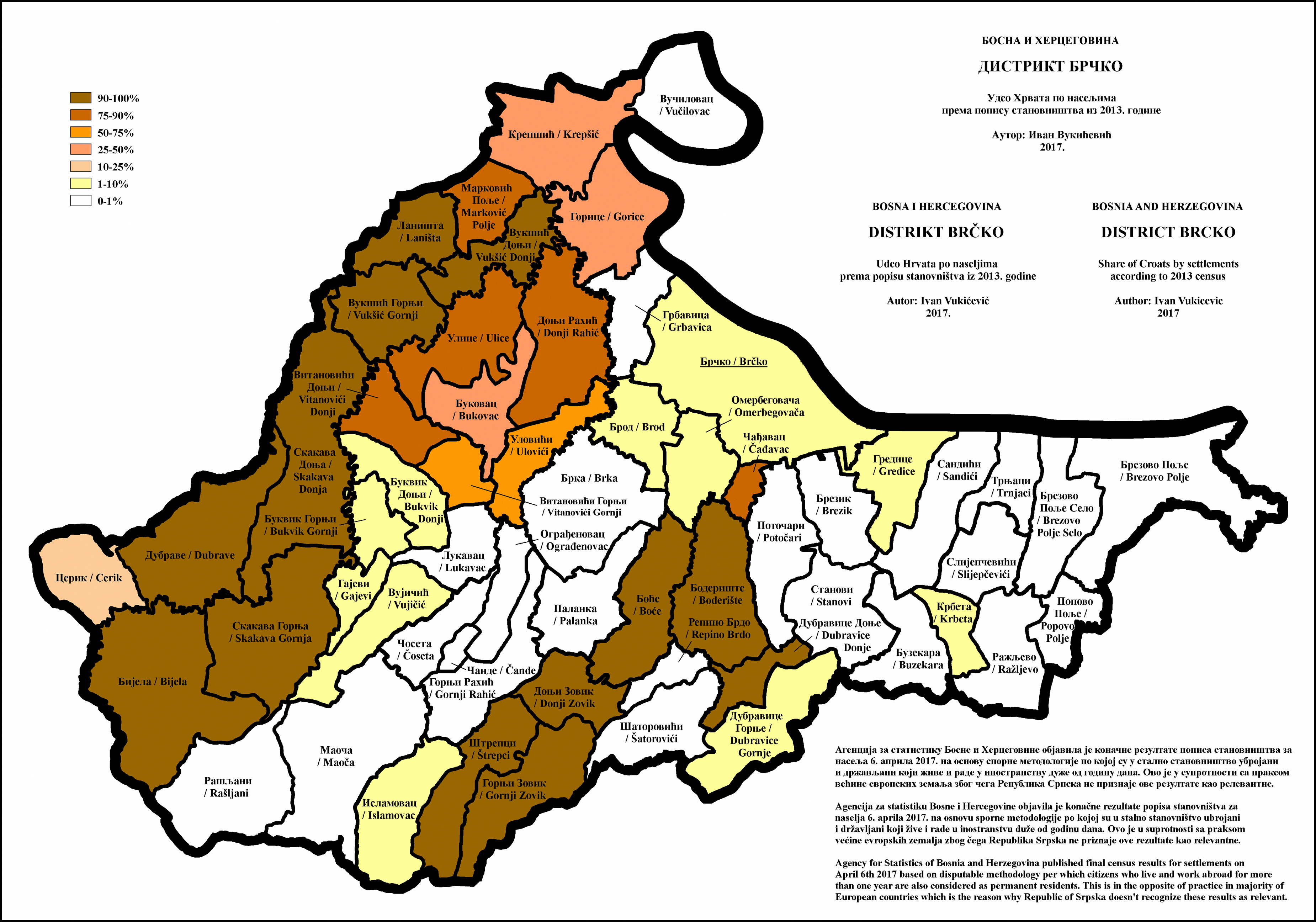
Proporția croaților din Brčko după așezări 2013
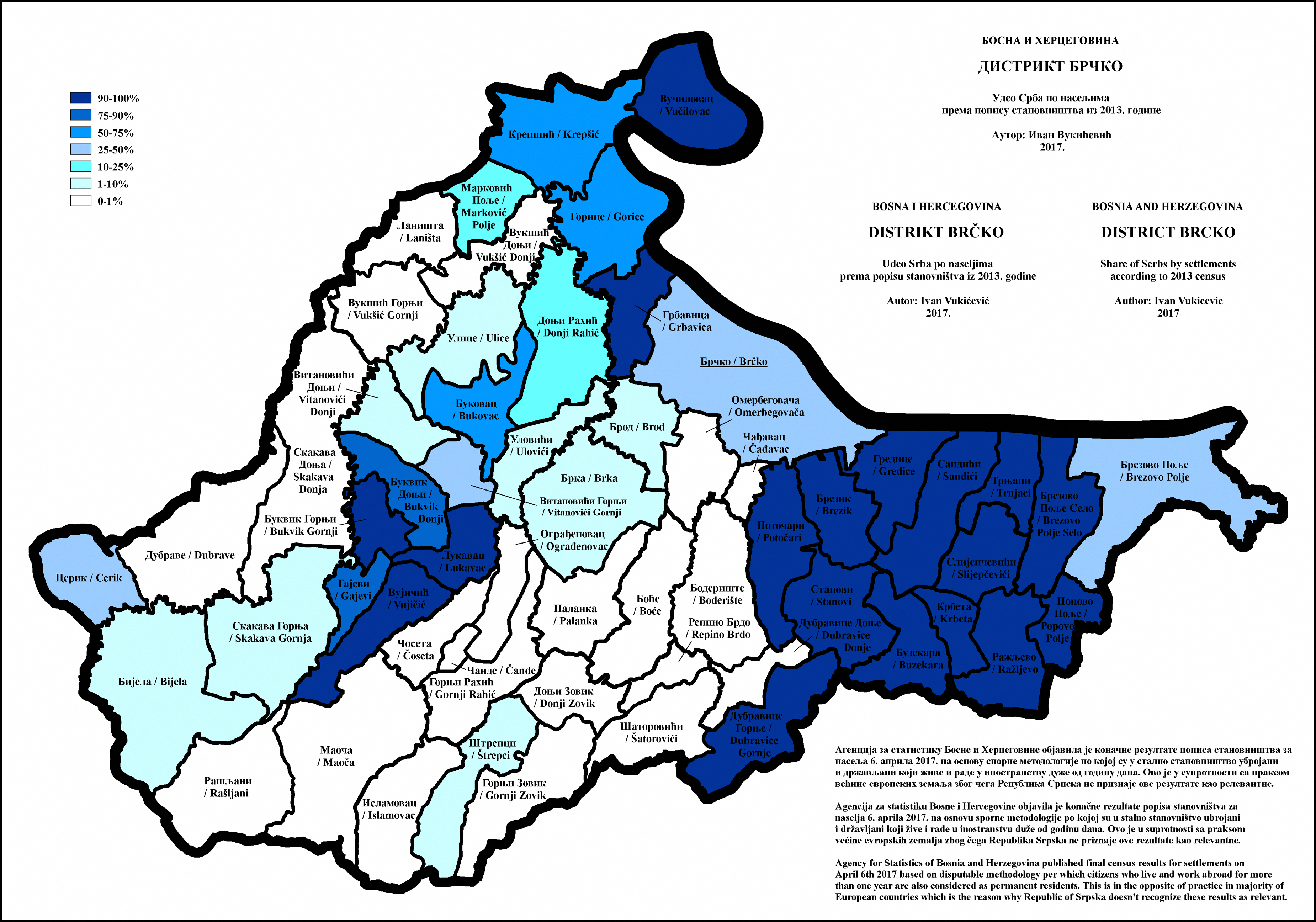
Proporția sârbilor din Brčko după așezări 2013

## Locații
Districtul Brčko are 59 de localități:
{{coloane|număr=5|
- Trimming
- Boće
- Boderista
- Brcko
- Brezik
- Brezovo Polje
- Sigiliul Brezovo Polje
- Brka
- Brod
- Bukovac
- Bukvik Donji
- Bukvik Gornji
- Buzekara
- Cerik
- Čađavac
- Cande
- Čoseta
- Donji Rahić
- Donji Zovik
- Dubrave
- Dubravice Donje
- Dubravice Gornje
- Gajevi
- Gorice
- Gornji Rahić
- Gornji Zovik
- Grbavica
- Gredice
- Islamovac
- Krbeta
- Krepšić
- Laništa
- Lukavac
- Maoča
- Markovic Polje
- Ograđenovac
- Omerbegovača
- Palanka
- Caratiță populară
- Potočari
- Rašljani
- Ražljevo
- Repino Brdo
- Sandici
- Skakava Donja
- Skakava Gornja
- Slijepčevići
- Stanovi
- Šatorovići
- Štrepci
- Trnjaci
- Ulice
- Ulović
- Vitanovići Donji
- Vitanovići Gornji
- Vucilovac
- Vujičići
- Vukšić Donji
- Vuksic Gornji

## Guvern și politică
Există 29 de locuri în Adunarea Districtuală Brčko. Locurile sunt alocate pentru fiecare parte după cum urmează:
- 6 locuri de la Partidul Democrat al Serbiei
- 5 locuri de la Partidul Social Democrat
- 4 locuri de la Partidul Acțiunii Democratice
- 3 locuri în Uniunea Democrată Croată
- 3 locuri din Partidul pentru Bosnia și Herțegovina
- 2 locuri în Alianța Social-Democraților Independenți
- 2 locuri din Partidul Țărănesc Croat
- 2 locuri din Partidul Socialist al Republicii Srpska
- 1 loc de la Partidul Democrat
- 1 post vacant de candidat independent

După etnie:
- 13 bosniac
- 11 Sârbi
- 5 Croata

## Supraveghetori
Un „supraveghetor internațional” a fost numit pentru districtul Brčko. De asemenea, este Adjunct Înalt Reprezentant. Această funcție a fost suspendată în 2012. Următorii „supraveghetori” au exercitat această funcție:
1. Format:Steagul Robert William Farrand,7 martie 1997 - 2 iunie 2000
2. Format:Steagul Gary L. Matthews, 2 iunie 2000 - 14 martie 2001
3. GER Gerhard Sontheim, 14 martie 2001 - 20 aprilie 2001 (interimar)
4. SUA Henry Lee Clarke, 20 aprilie 2001 - 1 octombrie 2003
5. GER Gerhard Sontheim, 1 octombrie 2003 - 16 ianuarie 2004 (interimar)
6. SUA Susan Rockwell Johnson, 16 ianuarie 2004 - 1 octombrie 2006
7. Format:Steagul Raffi Gregorian, 1 octombrie 2006 - 2 august 2010
8. GER Gerhard Sontheim, 2 august 2010 - 22 septembrie 2010 (interimară)
9. SUA Roderick Moore, 22 septembrie 2010 - ?

## Primarii
Următorii primari au fost la putere în raion:
1. Miodrag Pajić (sârbă) 1993 - 13 noiembrie 1997
2. Borko Reljić (sârbă) 13 noiembrie 1997 - 15 aprilie 1999
3. Sinisa Kisić (sârbă) 15 aprilie 1999 - 12 noiembrie 2003
4. Ivan Krndelj (croat) 12 noiembrie 2003 - 3 decembrie 2003
5. Branko Damjanac (sârbă) 3 decembrie 2003 - 8 decembrie 2004
6. Mirsad Djapo (bosniac) 8 decembrie 2004 - 12 februarie 2009
7. Dragan Pajić (sârbă) 12 februarie 2009 - ?

## Oameni excepționali
- Edo Maaika —rapper
- Mladen Petrich  este un fotbalist internațional croat
- Vesna Pisarovych  este o cântăreață pop
- Lepa Brena  este cântăreață
- Edvin Kanka Čudić  este un apărător al drepturilor omului din Bosnia
- Anil Dervišević — Proprietar al clubului de volei „Denver-Area”, antrenor al echipei de volei feminin din Bosnia și Herțegovina
- Jenana Sheganovich  este pianist
- Anton Maglika  este un fotbalist croat
- Jasmin Imamovici  este un politician
- Natasha Voynovich  este un model sârb
- Mato Tadic  este judecător
- Brankica Mykhailovych  este un voleibal sârb, campion mondial și european, medaliat cu argint la Jocuri Olimpice de vară 2016
- Ines Jankovic  este un designer de modă sârb
- Nikola Kovach  este un jucător profesionist Counter-Strike: Global Offensive